# Rip Curl Pro Search
Rip Curl Pro Search é uma competição de surf internacional.
Em 2009 a competição foi disputada nas praias junto a Peniche, em Portugal.